# Lugar seguro (película)
Lugar seguro (en croata: Sigurno mjesto) es un drama familiar croata de 2022, escrito y dirigido por Juraj Lerotić en su debut como director. La película está protagonizada por Juraj Lerotić como Bruno, Goran Marković como Damir y Snježana Sinovčić Šiškov como Madre.
Lugar seguro tuvo su estreno mundial en el 75º Festival de Cine de Locarno el 6 de agosto de 2022, como parte del programa 'Concorso Cineasti del presente' y ganó tres premios: Juraj Lerotić, Premio al Mejor Director Emergente; Premio de la ciudad y región de Locarno; Goran Marković, Premio al Mejor Actor (Pardo per la migliore interpretazione); Mejor Ópera Prima (Swatch First Feature Award). Lugar Seguro fue la ganadora en el Festival de Cine de Sarajevo 2022, ganando el premio Heart of Sarajevo al mejor largometraje, así como el Heart of Sarajevo al mejor papel masculino para Juraj Lerotić; Premio CICAE, otorgado por la Confederación Internacional de Cines de Arte a la mejor película en la categoría de largometraje; Premio Cineuropa otorgado por el portal del mismo nombre dedicado al cine europeo y a sus creadores. Hasta ahora, la película se ha proyectado en 70 festivales mundiales y ha ganado un total de 48 premios en varios festivales de cine europeos y mundiales. Destaca su proyección en el prestigioso festival New Directors/New Films en abril de 2023, en el Museo de Arte Moderno (MoMA) y el Lincoln Center for the Performing Arts de Nueva York.
La película Lugar seguro fue seleccionada por la Sociedad Croata de Profesionales del Cine como candidata croata a la categoría de Mejor Largometraje Internacional en la 95ª edición de los Premios de la Academia en septiembre de 2022.  Juraj Lerotić ganó el "Premio Vladimir Nazor " de la República de Croacia por sus destacados logros artísticos en el cine. El Consejo de la Academia de Cine Europeo seleccionó la película para una nominación al Premio de Cine Europeo. 

## Argumento
Lugar seguro sigue a dos hermanos y a su madre (la actriz de personajes Snježana Sinovičić Šiškov), que entra en escena en las siguientes 24 horas. Durante ese período, Bruno y la madre tienen que proteger a Damir no sólo de sí mismo, sino también del sistema indiferente, constituido por policías groseros y desconfiados y un personal médico robotizado, a veces incluso arrogante. El lugar seguro al que quieren llegar, en todos los sentidos de la palabra, resulta bastante difícil de alcanzar. 

## Producción
La película recibió apoyo financiero del Centro Audiovisual Croata (HAVC), la Radiotelevisión Croata (HRT) y el Centro Cinematográfico Esloveno. Además, la película ganó el Premio al Desarrollo Eurimages en el Mercado de Coproducción CineLink del Festival de Cine de Sarajevo. Lugar seguro está producida por la productora con sede en Zagreb Pipser, con Miljenka Čogelja como productora y Zelena zraka (Saša Ban y Nevenka Sablić) como coproductora croata. La película fue realizada en colaboración con la productora eslovena December (Vlado Bulajić i Lija Pogačnik).

## Lanzamiento
La película se distribuyó a nivel nacional y se ha vendido en siete países hasta el momento:
- Serbia: estrenada en febrero de 2023,
- Montenegro: estrenada en febrero de 2023,
- Eslovenia: estrenada en septiembre de 2023,
- Turquía: estrenada en septiembre de 2023,
- Taiwán: estrenada en octubre de 2023,
- Países Bajos: estrenada en verano de 2023,
- Portugal: finales de diciembre de 2023/principios de enero de 2024

Lugar seguro se proyecta en VOD en HBO (en los siguientes territorios: Albania, República Checa, República Eslovaca, Hungría, Polonia, Rumania, Moldavia, Croacia, Eslovenia, Serbia, Kosovo, Montenegro, Bosnia y Herzegovina, Macedonia del Norte, Bulgaria - Payv TV & SVOD). A partir del 1 de junio de 2023, también está disponible en España a través de Filmin, así como en Australia a través de SBS on demand.

## Respuesta crítica
Críticos, profesionales, figuras públicas y espectadores, tanto croatas como extranjeros, han escrito sobre la película.
Muchos críticos internacionales han calificado el debut de Lerotić como la película del año, incluido Byron Burton,  periodista de The Hollywood Reporter y editor del blog Award Focus. Guy Lodge  de Variety, Carmen Gray  de The Guardian y seleccionadora de la Berlinale, y John Bleasdale, bloguero y crítico de The Times, también incluyeron Lugar seguro entre las diez mejores películas de producción mundial de 2022.  Lugar seguro también fue incluida entre las mejores películas de 2022 por Sight and Sound,  una revista británica publicada por el British Film Institute y apareció en numerosas listas de las mejores películas de 2022 de críticos croatas, como la Top List of Films in 2022 - Croatian Critics.  Además, Lugar seguro fue seleccionada entre las 10 películas favoritas de 2022 en la plataforma de streaming para profesionales del cine Festival Scope.Tras proyectarse en el Festival de Locarno, los seleccionadores afirmaron que Lugar seguro era, sin lugar a dudas, una de las películas más exitosas y mejor seleccionadas del año en el festival. 